# Fateh Kamel
 (juin 2009).
Si vous disposez d'ouvrages ou d'articles de référence ou si vous connaissez des sites web de qualité traitant du thème abordé ici, merci de compléter l'article en donnant les références utiles à sa vérifiabilité et en les liant à la section « Notes et références ».
Fateh Kamel est un membre d'une organisation terroriste islamiste (« cellule de Montréal » liée au GIA) qui a préparé des attentats à Paris. En 2001, il est condamné en France à huit ans d'emprisonnement pour usage de faux passeports en lien avec une entreprise terroriste.
Il a été lié au Gang de Roubaix en France et à Ahmed Ressam, membre d'Al-Qaïda.